# Jean Sprenger
Jean Sprenger (* 16. Dezember 1912 in Essen; † 12. Juni 1980 ebenda) war ein deutscher Bildhauer.

## Leben und Wirken
Nach dem Besuch der Helmholtz-Oberrealschule in Essen studierte Jean Sprenger, der Sohn einer Industriellenfamilie, an der Akademie der Bildenden Künste München und an der Akademie der Bildenden Künste Berlin.
Während seiner Münchener Studienzeit traf Sprenger auf Berthold von Bohlen und Halbach, den Bruder von Alfried Krupp von Bohlen und Halbach, dem letzten Alleininhaber der Firma Krupp. Sprengers Atelier in Berlin wurde im Zweiten Weltkrieg zerstört, und so richtete er nach dem Krieg im Haus von Berthold von Bohlen und Halbach in Essen-Bredeney sein Atelier ein. Einige Male arbeitete Sprenger auch in der nahen Villa Hügel, dem damaligen Wohnhaus der Industriellenfamilie Krupp. Anfang der 1950er Jahre lernte Sprenger in Kampen auf der Insel Sylt Berthold Beitz kennen. Beitz, der damals Generaldirektor der Iduna-Germania-Versicherung in Hamburg war, gab später bei Jean Sprenger eine repräsentative Plastik, die Plastik Iduna (Göttin der Jugend aus der nordischen Mythologie), für die Eingangshalle der Hauptverwaltung der Versicherung in Auftrag. Es stellte sich heraus, dass es Sprengers Freundin war, die sich Beitz als Modell für die Plastik Iduna vorstellte.
In Sprengers Atelier in Bredeney traf Beitz im Sommer 1952, als er sich seine 2,70 Meter große, fertige Plastik vorstellen ließ, erstmals den Firmeninhaber Alfried Krupp von Bohlen und Halbach, der mit Sprenger ein freundschaftliches Verhältnis unterhielt und zahlreiche Fotografien von Sprengers Arbeiten anfertigte. Alfried Krupp reiste nach Hamburg zu Beitz und lud ihn zum Essen ein, woraufhin eine Freundschaft entstand, aus der Berthold Beitz schließlich als Generalbevollmächtigter der Firma Krupp hervorging.
Sein letztes Atelier hatte Sprenger im Haus Schuir im Essener Stadtteil Schuir.

## Werke
Jean Sprenger entwarf 140 Porträtbüsten, darunter von Berthold Beitz, von Alfried Krupp von Bohlen und Halbach und von dessen Mutter Bertha Krupp von Bohlen und Halbach, aber auch von Bundeskanzler Konrad Adenauer, vom Maler Emil Nolde, vom US-Unternehmer und Kunstmäzen Avery Brundage und von der Schauspielerin Agnes Fink. Zudem erschuf Jean Sprenger eine abstrakte Plastik für den Stand der Firma Krupp auf der Hannover-Messe, Kinderfiguren, eine Pietà und die Bronzeplastiken Uwa und Mensch und Technik, die sich im Essener Grugapark befinden. Sprenger war auch an der künstlerischen Ausgestaltung des Musiktheaters im Revier in Gelsenkirchen beteiligt.